# Seven de Nueva Zelanda 2010
El Seven de Nueva Zelanda de 2010 fue la undécima edición del torneo de rugby 7 y el tercer torneo de la temporada 2009-10 de la Serie Mundial Masculina de Rugby 7.
Se disputó en la instalaciones del Westpac Stadium de Wellington.

## Fase de grupos

### Grupo A
| Equipo        | Encuentros | Encuentros | Encuentros | Encuentros | Tantos  | Tantos    | Tantos     | Puntos |
| Equipo        | jugados    | ganados    | empatados  | perdidos   | a favor | en contra | diferencia | Puntos |
| ------------- | ---------- | ---------- | ---------- | ---------- | ------- | --------- | ---------- | ------ |
| Nueva Zelanda | 3          | 3          | 0          | 0          | 97      | 17        | 80         | 9      |
| Sudáfrica     | 3          | 2          | 0          | 1          | 83      | 34        | 49         | 7      |
| Gales         | 3          | 1          | 0          | 2          | 36      | 79        | -43        | 5      |
| Niue          | 3          | 0          | 0          | 3          | 27      | 113       | -86        | 3      |

Nota: Se otorgan 3 puntos al equipo que gane un partido, 2 al que empate y 1 al que pierda

### Grupo B
| Equipo             | Encuentros | Encuentros | Encuentros | Encuentros | Tantos  | Tantos    | Tantos     | Puntos |
| Equipo             | jugados    | ganados    | empatados  | perdidos   | a favor | en contra | diferencia | Puntos |
| ------------------ | ---------- | ---------- | ---------- | ---------- | ------- | --------- | ---------- | ------ |
| Fiyi               | 3          | 3          | 0          | 0          | 115     | 12        | 103        | 9      |
| Australia          | 3          | 2          | 0          | 1          | 62      | 57        | 5          | 7      |
| Escocia            | 3          | 1          | 0          | 2          | 46      | 65        | -19        | 5      |
| Papúa Nueva Guinea | 3          | 0          | 0          | 3          | 17      | 106       | -89        | 3      |

### Grupo C
| Equipo         | Encuentros | Encuentros | Encuentros | Encuentros | Tantos  | Tantos    | Tantos     | Puntos |
| Equipo         | jugados    | ganados    | empatados  | perdidos   | a favor | en contra | diferencia | Puntos |
| -------------- | ---------- | ---------- | ---------- | ---------- | ------- | --------- | ---------- | ------ |
| Inglaterra     | 3          | 3          | 0          | 0          | 79      | 36        | 43         | 9      |
| Kenia          | 3          | 2          | 0          | 1          | 49      | 38        | 11         | 7      |
| Estados Unidos | 3          | 1          | 0          | 2          | 29      | 62        | -33        | 5      |
| Tonga          | 3          | 0          | 0          | 3          | 33      | 54        | -21        | 3      |

### Grupo D
| Equipo    | Encuentros | Encuentros | Encuentros | Encuentros | Tantos  | Tantos    | Tantos     | Puntos |
| Equipo    | jugados    | ganados    | empatados  | perdidos   | a favor | en contra | diferencia | Puntos |
| --------- | ---------- | ---------- | ---------- | ---------- | ------- | --------- | ---------- | ------ |
| Samoa     | 3          | 3          | 0          | 0          | 91      | 47        | 44         | 9      |
| Canadá    | 3          | 2          | 0          | 1          | 61      | 53        | 8          | 7      |
| Argentina | 3          | 1          | 0          | 2          | 40      | 64        | -24        | 5      |
| Francia   | 3          | 0          | 0          | 3          | 43      | 71        | -28        | 3      |

## Fase Final

### Cuartos de final
| 6 de febrero | Nueva Zelanda | 24 - 12 | Australia |  |  |

| 6 de febrero | Samoa | 14 - 12 | Kenia |  |  |

| 6 de febrero | Inglaterra | 31 - 0 | Canadá |  |  |

| 6 de febrero | Fiyi | 21 - 5 | Sudáfrica |  |  |

### Semifinal
| 6 de febrero | Nueva Zelanda | 14 - 24 | Samoa |  |  |

| 6 de febrero | Inglaterra | 19 - 28 | Fiyi |  |  |

### Final
| 6 de febrero | Samoa | 14 - 19 | Fiyi |  |  |

| Bandera de Fiyi        |
| Campeón Fiyi           |
| 1º título del circuito |